# Södra Hestra kyrka

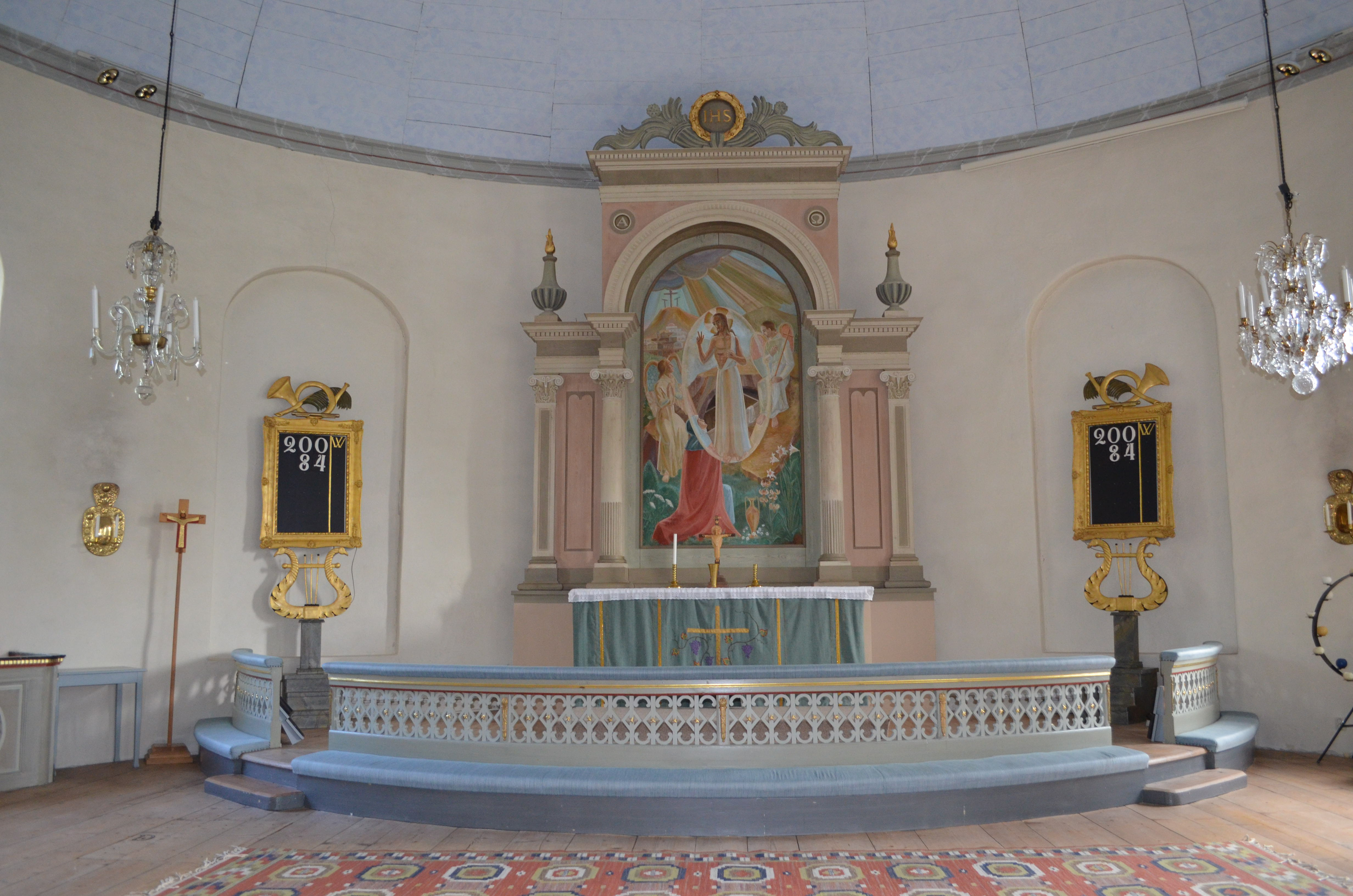
Kyrkans altare 2016

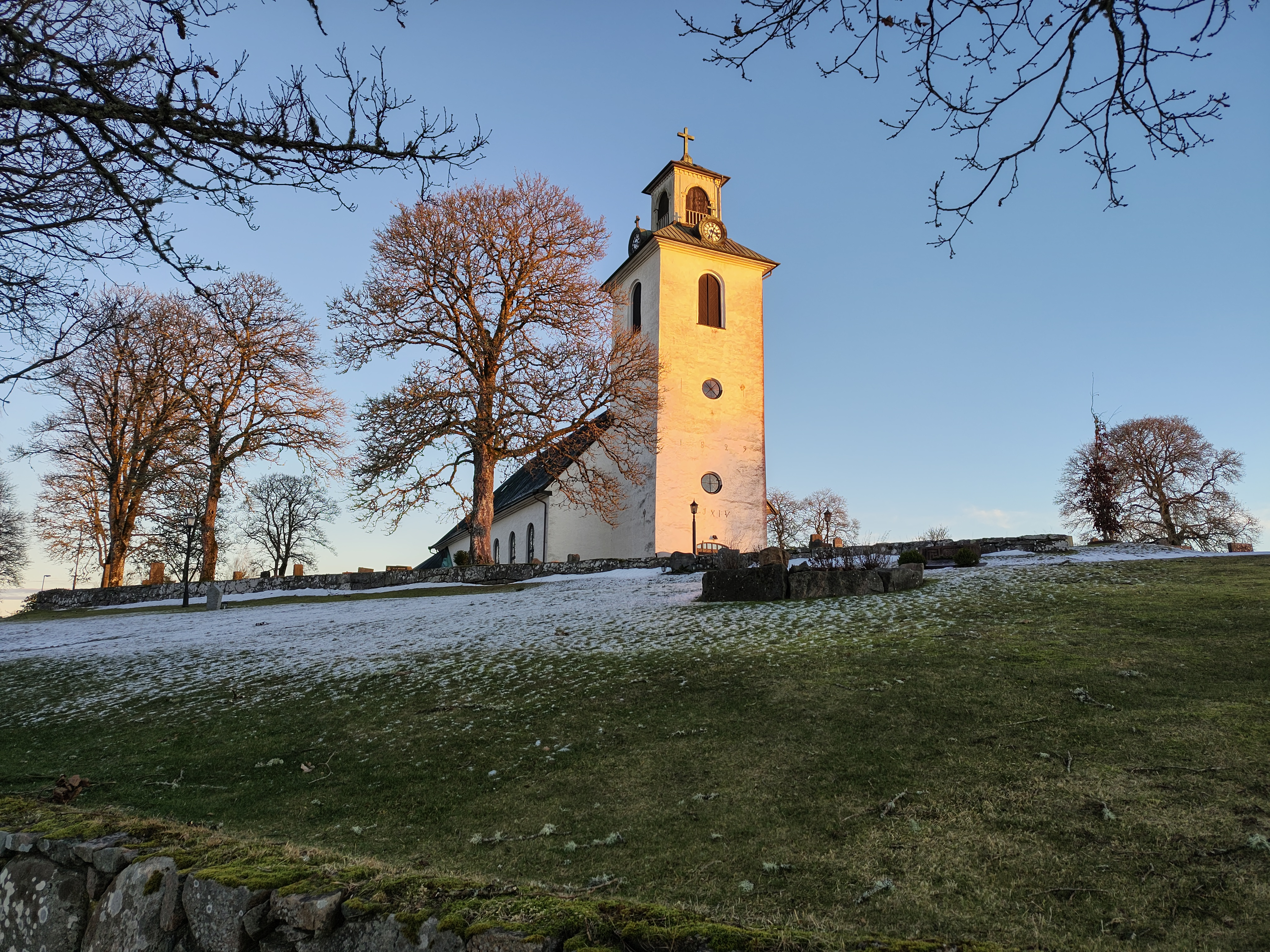
Kyrkan i januari 2025

Södra Hestra kyrka, ibland kallad Broaryds kyrka, är en kyrkobyggnad i Broaryd i Gislaveds kommun. Den tillhör Burseryds församling i Växjö stift.

## Kyrkobyggnad
Den är en medelstor nyklassicistisk kyrka belägen strax norr om platsen för den 1831 rivna medeltida kyrkan. Redan på 1200-talet anges det ha funnits en träkyrka på platsen som i slutet av 1200-talet ersattes av en stenkyrka. Den nuvarande kyrkan uppfördes 1827-30 av byggmästare Pehr Eriksson och sonen Peter Pettersson, Sandhults socken i Älvsborgs län, efter ritningar 1827 av Johan Abraham Wilelius. För det invändiga måleriet stod målaren Lars Linneroth, Jönköping, och för förgyllningsarbeten på läktarbröstning, altare, dörrar och bänkgavlar stod G Kahnberg. Kyrkan invigdes 1835. Exteriören är välbevarad, interiören förändrad vid flera renoveringar från 1878 och senare.
Kyrkan har torn i väster, halvrunt kor i öster, halvcirkelformad sakristia i norr. Entréer finns i väster och mitt på sydfasaden. Kyrkan är byggd i sten, spritputsad, avfärgad i vitt, ursprungligen i rosa, sockeln i svart. Kopparplåt på långhus- och torntak som ursprungligen var av spån. Lanterninen är målad vit med svarta luckor.
Det är en långhuskyrka med sadeltak med högt torn med lanternin. På torntaket har tornur tillkommit 1932. 
Kyrkorummet är rektangulärt och har trätunnvalv, målat ljusblått, väggar svagt gulvita, gråblå taklist. De två inre korfönstren sattes igen 1927.

## Inventarier
- Dopfunten är medeltida och kyrkans äldsta inventarie.
- Nummertavlor från 1835.
- Altaruppsats och altarmålning i klassicerande stil utförda så sent som 1953. Målningen utförd av Erik Abrahamson.
- Ursprungligen pryddes altarbordet av ett altarskåp från gamla kyrkan med nattvarden som motiv. 1832 byttes det mot altarkors med svepduk, nu uppsatt i norra mittfönstret.
- Predikstol från 1704 från gamla kyrkan,tillverkad av Hans Hultman, delvis ändrad 1832 och målad i blått och guld.
- Altarring och läktare prydda med dekorativt trägaller, typiskt för trakten, troligen från 1870-talet. Ursprunglig färghållning i inredningen i grått och grågult med förgyllda lister. Nuvarande starka färgsättning är sentida.
- Till inventarierna hör ett senmedeltida altarskåp, troligen gjort i norra Tyskland. Altarskåpet såldes 1895 och kom då i privat ägo, varpå det hamnade på Statens Historiska Museum i Stockholm. Efter ytterligare turer renoverades skåpet och finns sedan början av 1990- talet åter i Södra Hestra kyrka.
- Bänkar i fyra slutna kvarter med ursprungliga skärmar och dörrar. Svängda korbänkar.
- Läktaren är från 1830, utvidgad 1843 och 1871.

## Orgel
- Orgeln byggdes ursprungligen 1844-1845 av Johan Nikolaus Söderling, Göteborg och hade 18 stämmor. Fasaden utfördes efter en ritning 1843 av Carl-Gustaf Blom-Carlsson. Instrumentet byggdes om 1928 av A. Magnusson Orgelbyggeri AB.
- Ett nytt orgelverk tillverkat av Olof Hammarberg, Hammarbergs Orgelbyggeri tillkom 1947/1948. Orgeln är pneumatisk. Fasaden är från 1844 års orgel.

| Huvudverk I     | Svällverk II        | Pedal        | Koppel |
| Principal 8´    | Rörflöjt 8´         | Subbas 16´   | I/P    |
| Gedakt 8'       | Salicional 8'       | Principal 8´ | II/P   |
| Oktava 4'       | Hålflöjt 4'         | Oktava 4'    | II/I   |
| Täckflöjt 4'    | Kvintadena 4'       | Trumpet 8'   |        |
| Oktava 2'       | Flageolett 2'       |              |        |
| Mixtur 4-5 chor | Oktava 1'           |              |        |
| Dulcian 16'     | Sesquialtera 2 chor |              |        |
|                 | Crescendosvällare   |              |        |
|                 |                     |              |        |

## Bilder

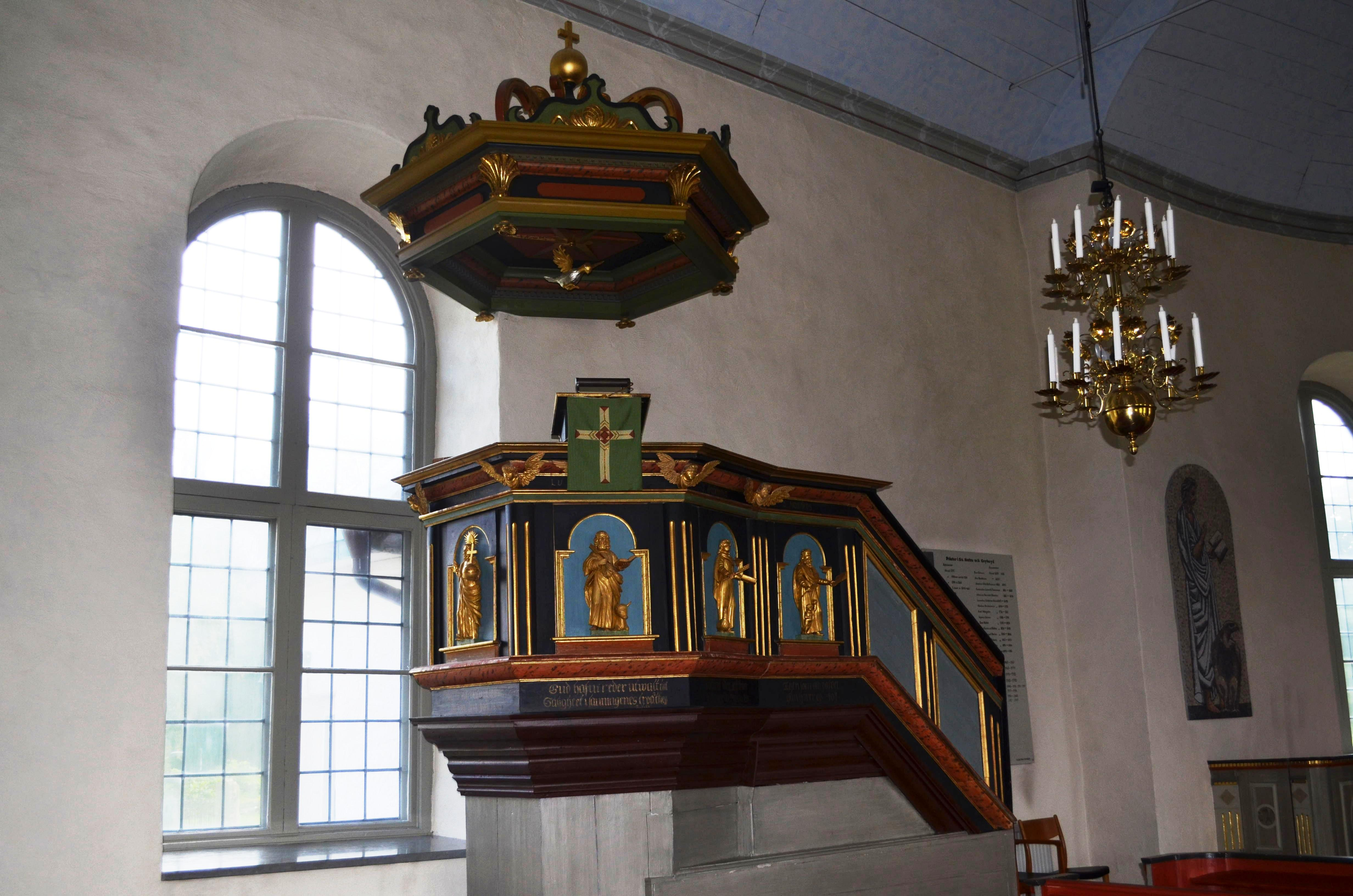
Södra Hestra kyrkas altarstol
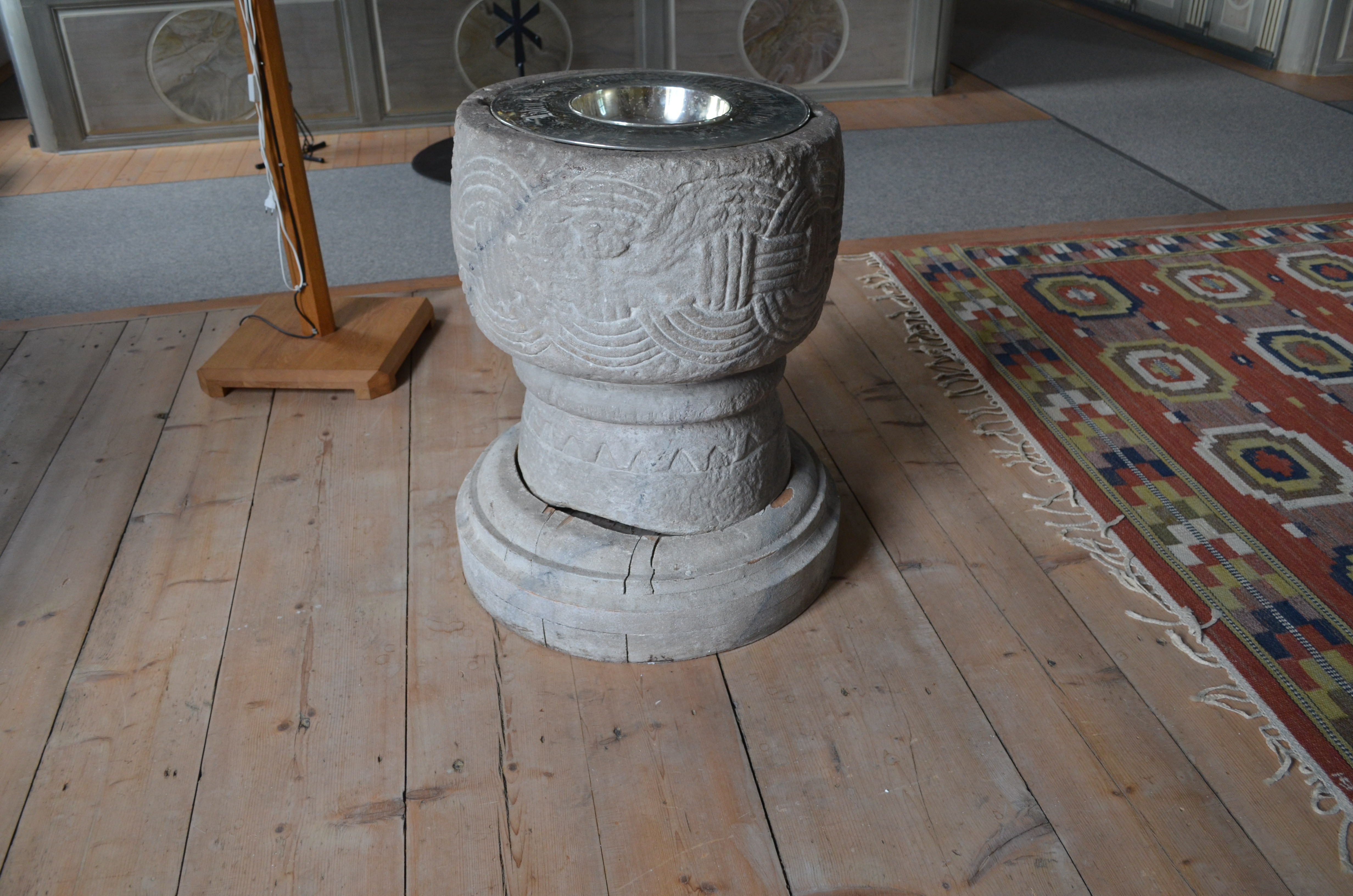
Södra Hestra kyrkas dopfunt
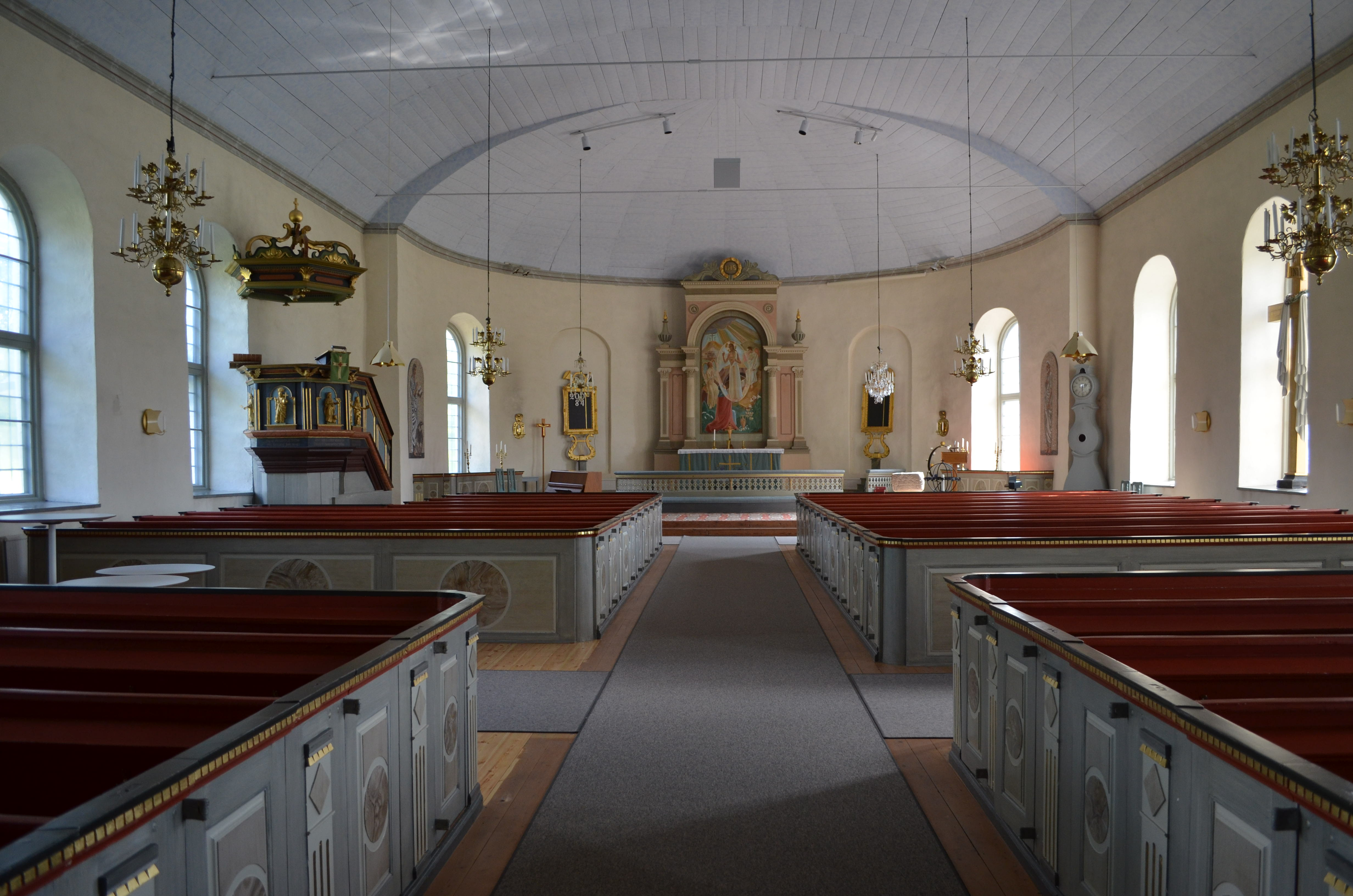
Södra Hestra kyrkas kyrkosal